# Odsherredsmalerne
Odsherredsmalerne er malere der forbindes med egnen og landskabet omkring Odsherred i det nordvestlige Sjælland.
De var tiltrukket af landskabet og det særlige lys på egnen på grund af havet omkring − senere er der i det bakkede område oprettet en geopark, "Geopark Odsherred".
Malerne ville sætte det naturalistiske maleri på dagsordenen igen. En gruppe slog sig i begyndelsen af 1930'erne ned på egnen, nogle permanent, andre blot i perioder.
Blandt de første var Karl Bovin (1907-85) og Kaj Ejstrup (1902-56). Andre malere er eller har været tilknyttet: Lauritz Hartz (1903-87), Viggo Rørup (1903-71), dennes hustru Ellen Krause (1905-1990), Victor Brockdorff (1911-92), Ernst Syberg (1906-81), Povl Christensen (1909-77), Alfred Simonsen (1906-35), Ole Kielberg (1911-85), Søren Hjordt Nielsen (1901-83) og Birthe Bovin (1906-80).
Malerne Karl Bovin, Victor Brockdorff og Lauritz Hartz var 1932 blandt grundlæggerne af kunstnersammenslutningen 'Corner', der gav dem et sted at udstille deres billeder.
Malerne er repræsenteret i de lokale museer Sorø Kunstmuseum og Odsherreds Kunstmuseum. Desuden tjener "Huset i Asnæs", etableret i 1973, som kultur- og udstillingsbygning.